# جيريمي بيد
جيريمي بيد (بالفرنسية: Jérémy Pied)‏ (23 فبراير 1989 في غرونوبل) لاعب كرة قدم فرنسي يلعب حاليا في نادي الدرجة الأولى ليون الفرنسي في مركز المهاجم . بيد جزء من صفوف منتخب فرنسا للناشئين تحت 19 سنة في موسم 2007/2008 .

## روابط خارجية
- جيريمي بيد على موقع الاتحاد الأوربي (الإنجليزية)
- جيريمي بيد على موقع رابطة كرة القدم الفرنسية للمحترفين (الإنجليزية)
- جيريمي بيد على موقع قاعدة بيانات كرة القدم.إي يو (الإنجليزية)
- جيريمي بيد على موقع ليكيب (الفرنسية)
- جيريمي بيد على موقع Soccerbase.com (لاعب) (الإنجليزية)
- جيريمي بيد على موقع Soccerway.com (الإنجليزية)
- جيريمي بيد على موقع عالم كرة القدم.نت (الإنجليزية)
- جيريمي بيد على موقع AS.com (الإسبانية)